# 1938 في إسبانيا
فيما يلي قوائم الأحداث التي وقعت خلال عام 1938 في إسبانيا.

## ظهور
- 21 سبتمبر – ماركا

## مواليد

### يناير
- 1 يناير – بيلار أكوستا مارتينيز
- 1 يناير – خوان رامون ثراغوثا

### فبراير
- 14 فبراير – فرنسيسكو غارسيا

### مارس
- 26 مارس – مانويل سانشيز مارتينيز لاعب كرة قدم إسباني.

### مايو
- 10 مايو – مانويل سانتانا لاعب كرة مضرب إسباني.

### يونيو
- 15 يونيو – خيسوس ماريا بيريدا

### يوليو
- 28 يوليو – لويس أراغونيس لاعب كرة قدم إسباني.

### أكتوبر
- 9 أكتوبر – إنريكي برينكمان رسام إسباني.

### نوفمبر
- 25 نوفمبر – سيفيرينو ريخا لاعب كرة قدم إسباني.
- 29 نوفمبر – كارلوس لابيترا لاعب كرة قدم إسباني.

### ديسمبر
- 28 ديسمبر – باتشين لاعب كرة قدم إسباني.

## وفيات

### يناير
- 29 يناير – أرماندو بالاثيو بالديس (مواليد 1853) كاتب إسباني.

### مارس
- 8 مارس – مانويل غارسيا برييتو (مواليد 1859) سياسي إسباني.

### سبتمبر
- 6 سبتمبر – ألفونسو دي بوربون (مواليد 1907)